# Яни Димитров
Яни Димитров е български възрожденец, учител и духовник.

## Биография
Яни Димитров е роден в град Шумен. Поради неволя напуска родния си край. В Цариград се опитва да бъде изпратен на училище от Вселенската патриаршия. След като не успява, отива сам в Атина. Там две години учи в духовно училище, но не успява да завърши. Установява се в Солун, където работи като кундурджия. След кратко става учител в малешевско Берово, където преподава на български. Като такъв работи две години, около 1860 година. След това се премества в Струмица, където отново работи като кундурджия.
Недоволен от себе си, защото не може да допринесе за народа, през 1863 година се възползва от отсъствието на струмишкия митрополит Йеротей, който е на обиколка из епархията си в Тиквеш, и открива училище в църковна стая, където преподава на български. Училището съществува около един месец, до завръщането на митрополита, който веднага го затваря. По-късно е свещеник.